# Doble acento agudo
El doble acento agudo ( ˝ ) es un signo diacrítico del alfabeto latino que se usa únicamente en húngaro sobre las letras «o» y «u» para representar las formas largas de las letras «ö» y «ü». Dichas grafías son consideradas como letras separadas.

## Uso en húngaro
El húngaro tiene 14 vocales sistematizadas simétricamente: 7 vocales cortas: (a, e, i, o, ö, u, ü) y 7 vocales largas, que en el caso de a, e, i, o, u se representan con acento agudo y en el caso de ö, ü con doble acento agudo (en lugar de colocar el acento agudo sobre la diéresis). (La cantidad vocálica es fonémica en este idioma, esto es, cumple una función distintiva en el léxico y en la gramática).
El doble acento agudo actúa como la combinación del acento agudo con la diéresis, dando la versión larga de ö y ü.
| cortas | a | e | i | o | ö | u | ü |
| largas | á | é | í | ó | ő | ú | ű |

El diacrítico de longitud apareció por primera vez en la ortografía húngara en el siglo XV bajo la influencia de la ortografía de los husitas. En un comienzo sólo se marcaron á y é, puesto que esas vocales tenían una notoria diferencia cuantitativa además de cualitativa.  Posteriormente se agregaron también í, ó, ú, pero hasta el siglo XVIII no se usó signo de alargamiento para ö y ü. Durante el  siglo XVIII, antes de que la tipografía húngara quedase fijada, se empleó diéresis+acento agudo: (ǘ) en algunos documentos impresos. La versión de doble acento agudo se encontró como una solución más estética y se introdujo por los tipógrafos del siglo XIX.

## Otros usos
El doble acento agudo se usa también en los alfabetos fonéticos sudeslavos por los lingüistas para mostrar cierta especie de tono. Pero no se usa en ortografía y no forma parte de ningún alfabeto sudeslavo.
En algunos idiomas nativos norteamericanos, como el tanacrós (atabascano), se utiliza para indicar un tono extra alto.
En algunas tipografías manuscristas del feroés se usa ő en lugar de ø.
El Alfabeto Fonético Internacional en su sistema con diacríticos para representar los tonos, emplea doble acento agudo para indicar el tono extra alto.  A continuación se exponen ambos sistemas, usando la letra e como modelo:
|                         | Extra alto | Alto | Medio | Bajo | Extra bajo |
| sistema con diacríticos | e̋          | é    | ē     | è    | ȅ          |
| sistema con adscritos   | e˥         | e˦   | e˧    | e˨   | e˩         |

- Datos: Q545280
- Multimedia: Double acute / Q545280